# 4236 Lidov
4236 Lidov è un asteroide della fascia principale del diametro medio di circa 32,71 km. Scoperto nel 1979, presenta un'orbita caratterizzata da un semiasse maggiore pari a 3,4413027 UA e da un'eccentricità di 0,0295321, inclinata di 7,29507° rispetto all'eclittica.